# Верховенство свободы
Верховенство свободы (Freedom Leadership Foundation, FLF) — общественный фонд, располагающийся в Вашингтоне занимающийся правозащитной деятельностью и благотворительностью, а также связанный с Всемирной антикоммунистической лигой. Основан Мун Сон Мёном в 1969 году и Нилом Салоненом.
По данным правительственных архивов США, фонд часто контактировал с высшим руководством страны, которое следило за её антикоммунистической деятельностью. Фонд также контактировал с внешнеполитическими ведомствами США и Южной Кореи. Президентом фонда являлся Фефферман, Дэн. Фонд публикует политический журнал Волна нарастает.